# Виктор Аничебе
Виктор Аничебе (на английски: Victor Anichebe) е нигерийски професионален футболист, централен нападател. Той е играч на английския Съндърланд. Висок е 191 см.